# George Lucas Alves de Paula
George Lucas Alves de Paula, meglio noto come Georginho (Diadema, 24 maggio 1996), è un cestista brasiliano.

## Carriera
Con il Brasile ha disputato due edizioni dei Campionati americani (2017, 2022).

## Palmarès
- Coppa Intercontinentale: 1

Franca: 2023